# Medaglia commemorativa per il 1500º anniversario di Kiev
La medaglia commemorativa per il 1500º anniversario di Kiev è stata un premio statale dell'Unione Sovietica.

## Storia
La medaglia venne istituita il 10 maggio 1982 e assegnata per la prima volta il 26 maggio 1982.

## Assegnazione
La medaglia veniva assegnata a lavoratori, agli specialisti dell'economia nazionale, ai lavoratori della scienza e della cultura, delle agenzie governative e delle organizzazioni della comunità, al personale militare, ai pensionati e alle altre persone che avessero contribuito alla lo sviluppo economico, sociale e culturale della città, se residenti a Kiev o nei suoi dintorni per almeno dieci anni; ai partecipanti alla difesa di Kiev durante la grande guerra patriottica, ai veterani premiati con la medaglia per la difesa di Kiev, ai partigiani e combattenti della metropoli che avessero combattuto a Kiev e nei suoi dintorni o che avessero partecipato alla liberazione della città da parte delle forze armate sovietiche, indipendentemente dalla loro residenza.

## Insegne
- La medaglia era di ottone. Il dritto raffigurava il monumento in onore della Grande Rivoluzione Socialista d'Ottobre a Kiev con sullo sfondo una serie di bandiere. Lungo la circonferenza superiore della medaglia vi era la scritta "In commemorazione del 1500º anniversario di Kiev" (Russo: «В память 1500-летия Киева»). Il rovescio raffigurava la stella di Eroe dell'Unione Sovietica con sotto la scritta "GLORIA ALLA CITTÀ EROINA!" (Russo: «ГОРОДУ-ГЕРОЮ СЛАВА!»); nella parte inferiore, a sinistra l'immagine dell'edificio del Soviet Supremo della RSS Ucraina e a destra l'immagine del Museo Sophia, un monumento culturale dell'XI secolo.
- Il nastro era verde con il bordo sinistro rosso e quello destro azzurro e con all'interno una striscia rossa circondata da due strisce gialle caricate di una striscia rossa.